# The Infection
| Оценки критиков | Оценки критиков |
| Источник        | Оценка          |
| --------------- | --------------- |
| AllMusic        | [ 1 ]           |
| About.com       | [ 2 ]           |
| Blabbermouth    | 7/10            |

The Infection — пятый студийный полноформатный альбом американской грув-метал группы Chimaira, выпущенный 20 апреля 2009 года в США, 24 апреля всемирно. The Infection дебютировал под номером 30 в Billboard 200. В первую неделю было продано 15 000 копий альбома.
The Infection последний альбом для басиста Джима ЛаМарка, барабанщика Эндольса Хэррика, давнего клавишника Криса Спикуззы и гитариста Мэтта ДеВриза. Трек-лист и часть обложки оформили на официальном сайте группы примерно за день до релиза. Трек «Secrets of the Dead» вышел синглом 3 марта 2009 года. Песня «Destroy and Dominate» была сыграна впервые на концерте в пятницу 6 марта. Роб Арнольд заявил для Kerrang!, что песня «Try to Survive» была написана первой для альбома.

## Список композиций
| №                   | Название               | Длительность |
| ------------------- | ---------------------- | ------------ |
| 1.                  | «The Venom Inside»     | 4:05         |
| 2.                  | «Frozen in Time»       | 4:05         |
| 3.                  | «Coming Alive»         | 3:04         |
| 4.                  | «Secrets of the Dead»  | 4:25         |
| 5.                  | «The Disappearing Sun» | 4:24         |
| 6.                  | «Impending Doom»       | 6:05         |
| 7.                  | «On Broken Glass»      | 3:46         |
| 8.                  | «Destroy and Dominate» | 4:42         |
| 9.                  | «Try to Survive»       | 4:40         |
| 10.                 | «The Heart of It All»  | 14:52        |
| Общая длительность: | Общая длительность:    | 55:36        |

| №                   | Название                                                   | Длительность |
| ------------------- | ---------------------------------------------------------- | ------------ |
| 11.                 | «Revenge»                                                  | 3:12         |
| 12.                 | «Convictions» (feat. Jason Popson of Pitch Black Forecast) | 2:13         |
| 13.                 | «Warpath»                                                  | 4:18         |
| Общая длительность: | Общая длительность:                                        | 65:19        |

## Участники записи
- Марк Хантер — вокал
- Роб Арнольд — гитара
- Мэтт ДеВриз — гитара
- Джим Ламарка — бас-гитара
- Эндольс Хэррик — ударные
- Крис Спикузза — электроника, клавишные